# Euceromasia sobrina
Euceromasia sobrina là một loài ruồi trong họ Tachinidae.